# New Morning (Bob-Dylan-Album)
New Morning ist das elfte Studioalbum des amerikanischen Musikers Bob Dylan. Es erschien am 21. Oktober 1970 auf Columbia Records und wurde von Bob Johnston produziert.
Das Album wurde wenige Monate nach dem kontrovers diskutierten Self Portrait veröffentlicht und erhielt deutlich bessere Kritiken als sein Vorgänger. Dylan sang nicht mehr im Country croon, sondern mit seiner altbekannten nasalen Stimme.
Musikalisch bewegt sich New Morning wie Nashville Skyline und Self Portrait zwischen Country-Musik und Rock, wobei dieses Album auch vereinzelt Pop- und Jazztöne aufweist.
In Großbritannien erreichte es Platz 1 der Album-Charts, in den USA Platz 7. Man unterstellte Dylan, dass er das Album schnell produziert habe, um bei den Kritikern nach Self Portrait seinen Ruf wiederherzustellen. Dylan betonte jedoch sofort wie auch später in den Chronicles, dass New Morning bereits zu großen Teilen fertig gewesen sei, als Self Portrait erschienen ist.

## Titelliste
LP Seite 1
1. If Not For You – 2:39
2. Day of the Locusts – 3:57
3. Time Passes Slowly – 2:33
4. Went to See the Gypsy – 2:49
5. Winterlude – 2:21
6. If Dogs Run Free – 3:37

LP Seite 2
1. New Morning – 3:56
2. Sign on the Window – 3:39
3. One More Weekend – 3:09
4. The Man in Me – 3:07
5. Three Angels – 2:07
6. Father of Night – 1:27

## Songs
Einige der Songs wurden über das Album hinaus bekannt. If Not For You war eine Single, die auch auf Greatest Hits-Kompilationen von Dylan erschienen ist. Der Titel The Man in Me wurde besonders bekannt, da er 1998 mehrfach im Coen-Brüder-Film The Big Lebowski gespielt wurde. Father of Night, Dylans Version des jüdischen Achtzehnbittengebets, wurde u. a. von Manfred Mann’s Earth Band als Father of Day, Father of Night gecovert.
Häufig ist darüber spekuliert worden, ob Went to See the Gypsy entstanden ist, nachdem Dylan Elvis Presley getroffen hat. Dylan hat sich nie über die Hintergründe des Songs geäußert, doch 2009 bekannte er in einem Interview mit dem Rolling Stone, dass er Presley nie getroffen habe.

## Rezeption
2009 kam es im Rolling Stone zu einer Neubewertung, die dem Album fünf von fünf möglichen Sternen gab. Der damalige Rezensent Ralph J. Gleason schrieb über New Morning enthusiastisch: WE'VE GOT DYLAN BACK AGAIN! Einige zeitgenössische Rezensenten platzierten es sogar unter seine Arbeiten der 1960er Jahre, doch hauptsächlich wurde darauf hingewiesen, dass New Morning eine deutliche Verbesserung zu Self Portrait war.
Die deutsche Musikzeitschrift Sounds befand, das Album sei nicht perfekt, enthalte aber „genug Gefühl, Einfachheit, Natürlichkeit und Wärme, um erfolgreich zu sein“. Dylan sei kein „Held“ mehr, wie er es in den 1960ern gewesen war, als „Freund“ sei er aber weiterhin unschätzbar.
Heutige Rezensionen sprechen bei New Morning ebenfalls nicht mehr von einem Meisterwerk; es bekommt in Dylans Diskografie keine besondere Stellung zugesprochen, aber immer noch positive Beurteilungen. Allmusic.com gab New Morning 4,5 von 5 Sternen.

## Kommerzieller Erfolg

### Chartplatzierungen
| ChartsChartplatzierungen       | Höchstplatzierung | Wochen |
| ------------------------------ | ----------------- | ------ |
| Vereinigte Staaten (Billboard) | 7 (23 Wo.)        | 23     |
| Vereinigtes Königreich (OCC)   | 1 (11 Wo.)        | 11     |

### Auszeichnungen für Musikverkäufe
| Land/Region                  | Auszeichnungen für Musikverkäufe (Land/Region, Auszeichnung, Verkäufe) | Verkäufe |
| ---------------------------- | ---------------------------------------------------------------------- | -------- |
| Vereinigte Staaten (RIAA)    | Gold                                                                   | 500.000  |
| Vereinigtes Königreich (BPI) | Silber                                                                 | 60.000   |
| Insgesamt                    | 1× Silber · 1× Gold ·                                                  | 560.000  |

Hauptartikel: Bob Dylan/Auszeichnungen für Musikverkäufe